# Фринко
Фринко (итал. Frinco) — коммуна в Италии, располагается в регионе Пьемонт, в провинции Асти.
Население составляет 762 человека (2008 г.), плотность населения составляет 105 чел./км². Занимает площадь 7 км². Почтовый индекс — 14030. Телефонный код — 0141.
В коммуне 8 сентября особо празднуется Рождество Пресвятой Богородицы.

## Демография
Динамика населения:

## Администрация коммуны
- Официальный сайт: http://www.comune.frinco.at.it
- Официальный сайт: http://www.frinko.mk (недоступная ссылка — история).